# Lo Sconosciuto di San Marino
Lo Sconosciuto di San Marino – włoski czarno-biały film dramatyczny z 1946 roku reżysera Michała Waszyńskiego.

## Obsada
- Anna Magnani - Liana, prostytutka
- Vittorio De Sica - Leo
- Aurel Milloss - nieznajomy
- Antonio Gandusio - Don Antonio
- Renata Bogdańska
- Irma Gramatica
- Aristide Garbini
- Franca Belli
- Giuseppe Porelli
- Fausto Guerzoni
- Fanny Marchiò